# Testo di colore
Il testo di colore è un testo stampato all'interno di un gioco, con lo scopo di dare realismo e profondità all'ambientazione senza incidere sulle meccaniche del gioco stesso.

## Descrizioni
Tipicamente può essere il testo per il background del personaggio di un'action figure, o un testo di accompagnamento all'illustrazione di una carta in un gioco di carte, oppure scritto nelle pagine del libro delle regole di un gioco di ruolo. Di solito il testo di colore è l'ultimo testo di una carta, o stampato sul retro di un giocattolo, carta o confezione, ed è normalmente scritto in corsivo o fra virgolette per distinguerlo dalle regole del gioco. Serve a descrivere l'oggetto in causa, fornendo la biografia di un personaggio, la descrizione di un oggetto o dando ai giocatori elementi sulla storia o l'universo immaginario in cui si svolge il gioco.
Il testo di colore divenne popolare coi fascicoli allegati ad alcuni giocattoli degli anni ottanta, soprattutto G.I. Joe e Transformers, anche se in seguito alla pubblicazione di Magic: l'Adunanza il termine viene normalmente utilizzato per i giochi di carte collezionabili.